# Frank Ntilikina
Frank Ntilikina, né le 28 juillet 1998 à Ixelles en Belgique, est un joueur international français de basket-ball évoluant aux postes de meneur et d'arrière.
Le 22 juin 2017, lors de la draft de la NBA, il est choisi en huitième position par les Knicks de New York.

## Biographie

### Des débuts remarqués dans le basket-ball

#### De la Belgique à l'Alsace (1998-2011)
Frank Ntilikina est né à Ixelles de parents originaires du Rwanda. Quand il est âgé de trois ans, la famille déménage pour Strasbourg en Alsace. À l'âge de cinq ans, il commence le basket-ball, au club de Strasbourg Saint-Joseph. Il poursuit alors un cursus sport-étude, d'abord au collège Saint-Joseph de Matzenheim durant deux ans, puis deux autres années au collège de la Souffel, situé à Pfulgriesheim.

#### Le pôle espoir et ses premiers trophées (2011-2015)
Il intègre à 13 ans le pôle espoir Alsace et gagne le championnat de France des ligues deux ans plus tard avec l'Alsace. Il entre au centre de formation de la SIG Strasbourg à 15 ans. En 2016, alors qu'il a intégré l'équipe professionnelle de la SIG, Ntilikina devient titulaire d'un bac scientifique au lycée Marc Bloch.
En 2014, il participe au Jordan Brand Classic, à Barcelone.

### Carrière professionnelle

#### SIG Strasbourg (2015-2017)

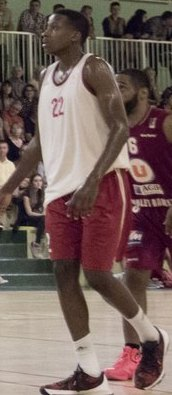
Avec la SIG Strasbourg

En décembre 2015, il signe un contrat professionnel avec la SIG Strasbourg qui le lie au club jusqu'en 2019.
Au cours de la saison 2015-2016, Ntilikina joue de plus en plus souvent dans l'équipe professionnelle qui est défaite en finale par l'ASVEL Lyon-Villeurbanne. Il participe aussi à des rencontres en EuroCoupe où la SIG atteint la finale contre Galatasaray SK. Il est élu en avril 2016, meilleur espoir du championnat de France de basket-ball, devançant Luc Loubaki. 
Au cours de la saison 2016-2017, Ntilikina devient un titulaire dans l'équipe de Strasbourg mais perd à nouveau en finale du championnat de France contre l'Élan sportif chalonnais. Il est à nouveau élu à la fin de cette saison, meilleur espoir du championnat de France, devançant Élie Okobo et Amine Noua. Tout au long de cette saison, de très nombreux scouts NBA ainsi que la presse américaine vont défiler au Rhénus pour voir et analyser le joueur dans le cadre de la draft 2017 de la NBA.

#### Knicks de New York (2017-2021)
Il est choisi en 8e position par les Knicks de New York devenant ainsi le joueur français le plus haut drafté avant que Killian Hayes ne soit choisi en septième position par les Pistons de Détroit en novembre 2020,. Lors du premier entraînement avec les Knicks, il ressent une contusion au genou contractée lors du match 5 de la finale LNB. Cette légère blessure l'empêche de participer à la Summer League au mois de juillet.
Le 19 octobre 2017, Frank Ntilikina dispute son premier match en NBA face au Thunder d'Oklahoma City du MVP en titre Russell Westbrook, ses débuts sont compliqués avec un 0/2 au tir et une balle perdue en 7 minutes de temps de jeu (défaite 105-84). Quelques jours plus tard il se blesse à la cheville à l'entraînement après être retombé sur son coéquipier Willy Hernangómez et manque les deux matchs suivants.
Il joue son premier match au Madison Square Garden le 27 octobre 2017 face aux Nets de Brooklyn et finit avec 9 points (à 4 sur 11 au tir), 5 passes décisives et 2 rebonds en 23 minutes (victoire 107-86). À l'issue du match il reçoit une standing ovation de la part du public new-yorkais, et le New York Daily News titre « Frank Ntilikina a montré pourquoi il avait été le premier choix des Knicks lors de la draft ». C'est également à l'occasion de ce match que l'entraîneur Jeff Hornacek écarte Ron Baker et Ramon Sessions de la rotation et fait du Strasbourgeois la doublure de Jarrett Jack au poste de meneur.
Le 5 novembre 2017 face aux Pacers de l'Indiana il inscrit un tir très important en fin de match qui permet aux Knicks de passer devant au score, un avantage qu'ils ne perdront plus (victoire 108-101). LeBron James déclare quelques jours plus tard que les Knicks avaient fait une erreur en ne draftant pas Dennis Smith Jr., drafté par les Mavericks de Dallas en 9e position juste derrière Frank Ntilikina. Kristaps Porziņģis et Enes Kanter soutiennent Frank Ntilikina en déclarant qu'ils sont très heureux de jouer à ses côtés et ne voudraient jouer avec personne d'autre. LeBron James déclare qu'il ne visait pas le Français mais plutôt l'ancien président des Knicks Phil Jackson. Le 11 novembre 2017, à l'occasion du match face aux Cavaliers de Cleveland, un début d'altercation a lieu entre LeBron James et Frank Ntilikina, son coéquipier Enes Kanter vient l'aider en s'interposant. Lors de ce match, Frank Ntilikina réalise 6 interceptions, ce qui correspond au record d'interceptions sur un match pour un rookie sur la saison (défaite 104-101).

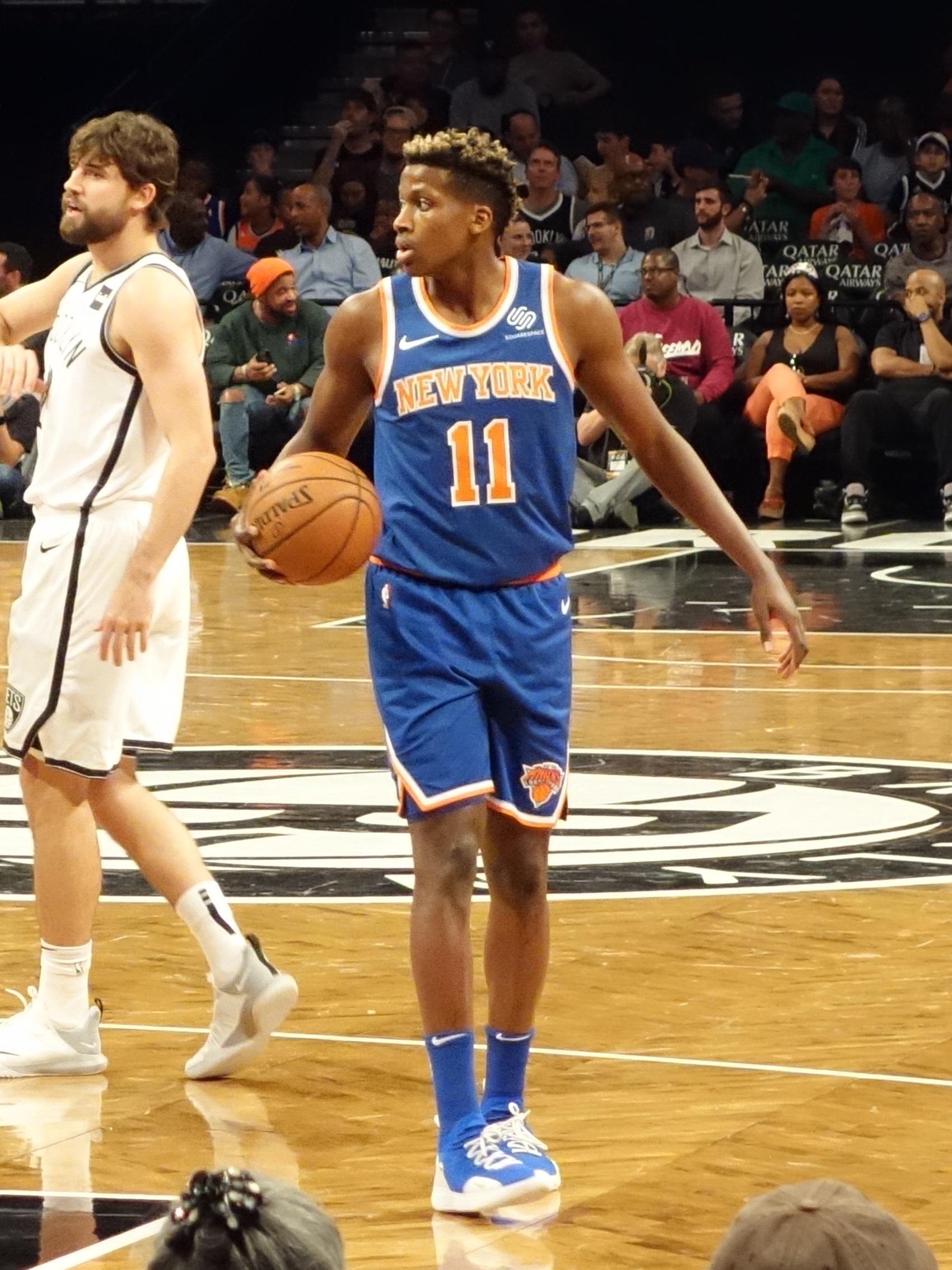
Frank Ntilikina en 2018 avec les Knicks

Durant la saison NBA 2018-2019, Ntilikina connaît des difficultés : il n'entre pas en jeu lors de certains matchs et ses statistiques offensives sont très faibles. Après 32 matchs, sa réussite au tir n'est que de 34,7 % et sa réussite à trois points de 29,5 %. Malgré cela, son nouvel entraîneur, David Fizdale, se montre globalement élogieux à son sujet, estimant qu'il « gère très bien » cette situation difficile.
En août 2021, après 4 saisons chez les Knicks de New York, ponctuées par une saison 2020-2021 très compliquée en termes de temps de jeu et de performance, Ntilikina est laissé libre par la franchise.

#### Mavericks de Dallas (2021-2023)
Le 16 septembre 2021, le meneur français signe un contrat d'un an avec les Mavericks de Dallas,. Il y gagne par rapport aux Knicks du temps de jeu en début de saison où il se montre vite utile comme remplaçant sur les taches défensives chez les Texans, et reçoit du soutien tant de la star Luka Dončić que de son entraineur Jason Kidd.

#### Hornets de Charlotte (2023-2024)
Début août 2023, il s'engage, pour une saison partiellement garantie, avec les Hornets de Charlotte. Cependant, lors d'un match de présaison, il se fracture le tibia gauche, ce qui l'empêche de prendre part à la saison avant janvier 2024. Il dispute finalement son premier match avec les Hornets de Charlotte le 18 janvier 2024 contre les Pelicans de La Nouvelle-Orléans. Il dispute cinq matchs au total avec sa nouvelle équipe avant d'être licencié en février 2024. Ses statistiques sont de 1 point à 11 % au tir, 1,2 rebond et 0,8 passe décisive de moyenne en 8,6 minutes.

#### Partizan Belgrade (depuis 2024)
Le 20 juin 2024, il retourne en Europe et s'engage avec le Partizan Belgrade, club serbe évoluant en Euroligue.

### Sélection nationale
En août 2014, Ntilikina participe au championnat d'Europe des moins de 16 ans avec l'équipe de France. La France remporte la compétition.
À l'été 2015, Ntilikina participe au championnat d'Europe des moins de 18 ans où la France atteint la 6e place.
En décembre 2016, il est champion d'Europe des 18 ans et moins avec la France, il marque 31 points en finale face à la Lituanie. Il est à cette occasion nommé MVP de la compétition et est aussi nommé dans l'équipe-type de la compétition avec son compatriote Sekou Doumbouya, l'Allemand Isaiah Hartenstein, l'Italien Davide Moretti (en) et le Lituanien Tadas Sedekerskis (en).
En août 2019, il connaît sa première sélection en équipe de France senior en match amical face à la Turquie. Il est ensuite sélectionné pour participer à la Coupe du monde organisée en Chine en septembre 2019 et prend part à la conquête de la troisième place (8 matches disputés, 8 points de moyenne), dont une bonne contribution offensive lors de la victoire en quart de finale sur les États-Unis. Il participe également aux  Jeux olympiques de Tokyo qui se déroulent à l'été 2021, où la France remporte la deuxième place.
Blessé à la cuisse droite lors d'un match de préparation à la Coupe du monde 2023, il doit renoncer à participer à cette compétition. Quelques jours avant le début de la saison régulière 2023-2024, il subit une fracture au tibia gauche.
Il est retenu pour faire partie des 18 joueurs présélectionnés pour le championnat d'Europe 2025. Mais après la rencontre face au Monténégro, il n'est pas conservé dans la sélection finale. Frédéric Fauthoux, nouvel entraîneur de l'équipe de France justifie son choix : « On était plus à la recherche de joueurs qui peuvent créer du jeu et marquer des points. Ce qui n'est pas la plus grosse qualité de Frank. On a donc fait ce choix pour une question de profil, avec l'objectif de créer plus de danger offensif sur les lignes extérieures ».

## Style de jeu
Ntilikina a une envergure de 2,13 m dont il se sert en défense pour menacer d'une interception ou d'un contre. Son entraîneur à Strasbourg, Vincent Collet, réfute la comparaison avec Tony Parker, lui aussi meneur de jeu précoce, mais moins grand et présentant une meilleure réussite au tir, une vitesse supérieure et un meilleur jeu en 1 contre 1. Cependant, après sa première saison en NBA, Ntilikina est considéré comme un spécialiste de la défense et son jeu offensif est en développement. Il se montre souvent timide en attaque. De plus, des doutes persistent quant à son poste, certains estimant que le poste de meneur ne lui correspond pas vraiment.

## Palmarès

### Palmarès en club
- Pro A :
  - Finaliste en 2016 et 2017.
- EuroCoupe :
  - Finaliste en 2016.
- Ligue adriatique :
  - Vainqueur en 2025.
- Champion de Serbie 2025

### Palmarès international
- Jeux olympiques :
  -  Médaille d’argent aux Jeux olympiques en 2021 et en 2024.
- Coupe du monde :
  -  Médaille de bronze à la Coupe du monde 2019.
- Championnat d'Europe des 16 ans et moins :
  -  Médaille d'or au championnat d'Europe des 16 ans et moins en 2014.
- Championnat d'Europe des 18 ans et moins :
  - 6e au championnat d'Europe des 18 ans et moins en 2015.
  -  Médaille d'or au championnat d'Europe des 18 ans et moins en 2016.

### Distinctions individuelles et récompenses
- MVP du championnat d'Europe des 18 ans et moins 2016.
- Meilleur espoir de Pro A en 2016 et 2017.
- Sélectionné pour le Rising Star Challenge lors du All-Star week-end en 2018.
- Chevalier de l'ordre national du Mérite (décret du 8 septembre 2021)[37]

## Statistiques

### Pro A

#### Saison régulière
Les statistiques de Frank Ntilikina en saison régulière de Pro A sont les suivantes :
| Saison    | Équipe         | Matchs | Titul. | Min./m | % Tir | % 3pts | % LF | Rbds/m. | Pass/m. | Int/m. | Ctr/m. | Pts/m. |
| --------- | -------------- | ------ | ------ | ------ | ----- | ------ | ---- | ------- | ------- | ------ | ------ | ------ |
| 2014-2015 | SIG Strasbourg | 3      | 0      | 8,0    | 33,3  | 50,0   | 50,0 | 0,3     | 1,0     | 0,0    | 0,0    | 2,0    |
| 2015-2016 | SIG Strasbourg | 26     | 0      | 9,2    | 35,6  | 30,8   | 85,7 | 0,7     | 0,7     | 0,3    | 0,1    | 1,6    |
| 2016-2017 | SIG Strasbourg | 32     | 19     | 18,3   | 48,5  | 43,1   | 62,1 | 2,1     | 1,4     | 0,8    | 0,2    | 5,2    |
| Carrière  | Carrière       | 61     | 19     | 13,9   | 44,8  | 40,9   | 65,8 | 1,4     | 1,1     | 0,5    | 0,1    | 3,5    |

#### Playoffs
Les statistiques de Frank Ntilikina en playoffs de Pro A sont les suivantes :
| Saison    | Équipe         | Matchs | Titul. | Min./m | % Tir | % 3pts | % LF | Rbds/m. | Pass/m. | Int/m. | Ctr/m. | Pts/m. |
| --------- | -------------- | ------ | ------ | ------ | ----- | ------ | ---- | ------- | ------- | ------ | ------ | ------ |
| 2015-2016 | SIG Strasbourg | 3      | 0      | 7,0    | 0,0   | 0,0    | -    | 0,3     | 0,0     | 0,3    | 0,0    | 0,0    |
| 2016-2017 | SIG Strasbourg | 13     | 13     | 21,5   | 40,5  | 25,0   | 53,8 | 2,6     | 1,8     | 0,7    | 0,2    | 5,8    |
| Carrière  | Carrière       | 16     | 13     | 19     | 38,1  | 23,8   | 53,8 | 2,2     | 1,5     | 0,6    | 0,1    | 4,8    |

### NBA

#### Saison régulière
| Saison    | Équipe    | Matchs | Titul. | Min./m | % Tir | % 3pts | % LF  | Rbds/m. | Pass/m. | Int/m. | Ctr/m. | Pts/m. |
| --------- | --------- | ------ | ------ | ------ | ----- | ------ | ----- | ------- | ------- | ------ | ------ | ------ |
| 2017-2018 | New York  | 78     | 9      | 21,9   | 36,4  | 31,8   | 72,1  | 2,27    | 3,21    | 0,83   | 0,23   | 5,94   |
| 2018-2019 | New York  | 43     | 16     | 21,0   | 33,7  | 28,7   | 76,7  | 2,02    | 2,81    | 0,70   | 0,33   | 5,72   |
| 2019-2020 | New York  | 57     | 26     | 20,8   | 39,3  | 32,1   | 86,4  | 2,12    | 3,02    | 0,95   | 0,28   | 6,26   |
| 2020-2021 | New York  | 33     | 4      | 9,8    | 36,7  | 47,9   | 44,4  | 0,94    | 0,58    | 0,55   | 0,12   | 2,70   |
| 2021-2022 | Dallas    | 58     | 5      | 11,8   | 39,9  | 34,2   | 96,0  | 1,40    | 1,20    | 0,50   | 0,10   | 4,10   |
| 2022-2023 | Dallas    | 47     | 5      | 12,9   | 36,4  | 25,4   | 66,7  | 1,30    | 1,20    | 0,30   | 0,10   | 2,90   |
| 2023-2024 | Charlotte | 5      | 0      | 8,6    | 11,1  | 12,5   | 100,0 | 1,20    | 0,80    | 0,00   | 0,00   | 1,00   |
| Carrière  | Carrière  | 321    | 65     | 17,0   | 36,9  | 32,0   | 76,2  | 1,80    | 2,20    | 0,70   | 0,20   | 4,80   |

Dernière mise à jour : 20 juin 2024

#### Playoffs
| Saison   | Équipe   | Matchs | Titul. | Min./m | % Tir | % 3pts | % LF  | Rbds/m. | Pass/m. | Int/m. | Ctr/m. | Pts/m. |
| -------- | -------- | ------ | ------ | ------ | ----- | ------ | ----- | ------- | ------- | ------ | ------ | ------ |
| 2021     | New York | 3      | 0      | 1,2    | 0,0   | 0,0    | 0,0   | 0,00    | 0,00    | 0,00   | 0,00   | 0,00   |
| 2022     | Dallas   | 12     | 0      | 10,3   | 33,3  | 30,0   | 100,0 | 1,00    | 0,80    | 0,70   | 0,10   | 1,90   |
| Carrière | Carrière | 15     | 0      | 8,5    | 32,0  | 28,6   | 100,0 | 0,80    | 0,60    | 0,50   | 0,10   | 1,50   |

Dernière mise à jour : 30 mai 2022

## Records sur une rencontre en NBA
Les records personnels de Frank Ntilikina en NBA sont les suivants, :
| Type de statistique        | Saison régulière | Saison régulière        | Saison régulière | Playoffs | Playoffs                   | Playoffs    |
| Type de statistique        | Record           | Adversaire              | Date             | Record   | Adversaire                 | Date        |
| -------------------------- | ---------------- | ----------------------- | ---------------- | -------- | -------------------------- | ----------- |
| Points                     | 20               | @ Wizards de Washington | 10 mars 2020     | 6        | @ Warriors de Golden State | 26 mai 2022 |
| Paniers marqués            | 8                | Cavaliers de Cleveland  | 9 avril 2018     | 2        | 2 fois                     | 2 fois      |
| Paniers tentés             | 16               | 3 fois                  | 3 fois           | 5        | @ Warriors de Golden State | 26 mai 2022 |
| Paniers à 3 points réussis | 4                | 3 fois                  | 3 fois           | 2        | @ Warriors de Golden State | 26 mai 2022 |
| Paniers à 3 points tentés  | 10               | Bucks de Milwaukee      | 23 décembre 2021 | 5        | @ Warriors de Golden State | 26 mai 2022 |
| Lancers francs réussis     | 6                | Grizzlies de Memphis    | 6 décembre 2017  | 1        | @ Suns de Phoenix          | 10 mai 2022 |
| Lancers francs tentés      | 8                | Grizzlies de Memphis    | 6 décembre 2017  | 1        | @ Suns de Phoenix          | 10 mai 2022 |
| Rebonds offensifs          | 3                | 2 fois                  | 2 fois           | 1        | 2 fois                     | 2 fois      |
| Rebonds défensifs          | 7                | @ Nets de Brooklyn      | 15 janvier 2018  | 4        | @ Suns de Phoenix          | 15 mai 2022 |
| Rebonds totaux             | 7                | 3 fois                  | 3 fois           | 4        | @ Suns de Phoenix          | 15 mai 2022 |
| Passes décisives           | 11               | @ Spurs de San Antonio  | 28 décembre 2017 | 2        | Suns de Phoenix            | 12 mai 2022 |
| Interceptions              | 6                | 2 fois                  | 2 fois           | 4        | Suns de Phoenix            | 12 mai 2022 |
| Contres                    | 3                | 2 fois                  | 2 fois           | 1        | Suns de Phoenix            | 12 mai 2022 |
| Balles perdues             | 5                | @ Raptors de Toronto    | 8 février 2018   | 2        | 3 fois                     | 3 fois      |
| Minutes jouées             | 40               | Cavaliers de Cleveland  | 9 avril 2018     | 21       | Suns de Phoenix            | 12 mai 2022 |

- Double-double : 2
- Triple-double : 0

Dernière mise à jour : 26 juillet 2022